# نشيد لليبوفيتز
نشيد لليبوفيتز هي رواية خيال علمي اجتماعي لما بعد نهاية العالم تأليف الكاتب الأمريكي والتر إم ميلر جونيور، نُشرت لأول مرة في عام 1959. تدور أحداث الرواية في دير كاثوليكي في صحراء جنوب غرب الولايات المتحدة بعد حرب نووية مُدمرة، تمتد الرواية لآلاف السنين بينما تعيد الحضارة بناء نفسها. يُحافظ رهبان جماعة ليبوفيتز ألبرتيان على البقايا الباقية من المعرفة العلمية للإنسان حتى يصبح العالم جاهزًا لها مرة أخرى.
الرواية تصوير وإعادة كتابة لثلاث قصص قصيرة نشرها ميلر في مجلة الفانتازيا والخيال العلمي مستوحاة من مشاركة المؤلف في قصف الدير في معركة مونتي كاسينو خلال الحرب العالمية الثانية. تُعتبر الرواية من كلاسيكيات الخيال العلمي ولم تتوقف طبعتها أبدًا. فازت بجائزة هوغو لعام 1961 لأفضل رواية خيال علمي، وقد ولدت موضوعاتها المتعلقة بالدين والتكرار والكنيسة مقابل الدولة مجموعة كبيرة من الأبحاث العلمية. نُشر الجزء الثاني للقديسة ليبوفيتز والمرأة البرية بعد وفاته في عام 1997.

## تاريخ النشر

### التطوير
بحلول عام 1955، كان والتر إم ميلر جونيور قد نشر أكثر من 30 قصة قصيرة من قصص الخيال العلمي في مجلات مثل الخيال العلمي التناظري والواقع ومجلة قصص مذلة ومغامرات رائعة.  تضمنت الموضوعات المهمة لقصصه فقدان المعرفة العلمية أو الانحدار الاجتماعي والتكنولوجي ونقيضه المفترض والتقدم التكنولوجي المستمر، والحفاظ عليها من خلال النقل الشفهي، والوصاية على المحفوظات من قبل الكهنة، و"هذا الجانب من السلوك الإنساني الذي لا يمكن وصفه إلا بأنه ديني".   هذه العناصر الموضوعية، جنبًا إلى جنب مع النوع الفرعي المتنامي لقصة ما بعد الكارثة وتجارب ميلر الخاصة خلال الحرب العالمية الثانية، مهدت الطريق للقصة القصيرة التي ستصبح القسم الافتتاحي من نشيد لليبوفيتز. 
خلال الحرب العالمية الثانية، عمل ميلر كرجل راديو ومدفعي ذيل في طاقم قاذفة قنابل شارك في تدمير الدير المسيحي الذي يعود تاريخه إلى القرن السادس في مونتي كاسينو بإيطاليا، والذي أسسه القديس بنديكتوس السادس عشر ويُعترف به باعتباره أقدم كنيسة مسيحية باقية في العالم الغربي. أثارت هذه التجربة إعجابه بما يكفي لكتابة بعد عقد من الزمان القصة القصيرة نشيد ليبوفيتز عن رهبنة ينبع ديرها من العالم المدمر من حوله.   نشرت القصة، التي ستتطور إلى فيات هومو، وهي الجزء الأول من ثلاثة أجزاء من رواية الإصلاح في طبعة أبريل 1955 من مجلة الفانتازيا والخيال العلمي (F&SF).
على الرغم من أنه لم يكن ينوي في الأصل أن سلسلة، إلا أن الملحمة استمرت في وكتب الجزء الثاني تحت عنوان والنور قام، الذي نُشر في أغسطس 1956 أيضًا في نفس المجلة. سينمو هذا العمل لاحقًا ليصبح "فيات لوكس". الجزء أثناء كتابة القصة الثالثة، "النشيد الأخير"، لنشرها في مجلة في فبراير من العام التالي أدرك ميلر أنه كان يكمل رواية بالفعل: "فقط بعد أن كتبت أول روايتين وكنت أعمل على الرواية". ثالثة، اتضح لي أن هذه ليست ثلاث روايات، إنها يجب أن تكون الرواية واحدة وقمت بتحويلها. 
كان نشر قصص "النشيد" الثلاث،  إلى جانب قصة ذا لينمان لميلر في مجلة الفانتازيا والخيال العلمي بمثابة تطور كبير في كتابات ليمر. تحت رئاسة تحرير أنتوني باوتشر امتلكت مجلة الفانتازيا والخيال العلمي سُمعة طيبة في نشر الأعمال ذات "الكتابة والتوصيف الدقيق". اعتبر ووكر بيرسي المجلة لب خيال علمي رفيع المستوى.  يشير ظهور هذه القصص في المجلة إلى الاتجاه الذي اتخذته كتابات ميلر نحو القصص، الأقل ازدحامًا بالأحداث وأكثر اهتمامًا بالقيم. 
يُعتبر نشيد ليبوفيتش الرواية الوحيدة التي نشرها ميلر خلال حياته.  لم يكتفي ميلر بجمع القصص القصيرة الثلاث وإعادة كتابتها فقط. قام أيضًا بتغيير عنوان وأسماء بعض الشخصيات، وأضاف حروفاً جديدة، وغير طبيعة وبروز الحروف الموجودة، وأضاف مقاطع لاتينية. أثرت هذه المراجعات على الموضوعات الدينية المُتكررة للقصة. 
تتعلق العبارات اللاتينية في الرواية بممارسات الكنيسة الرومانية الكاثوليكية وطقوسها واتصالاتها الرسمية. كتبت سوزان أولسن أن ميلر لم يدرج العبارات اللاتينية فقط من أجل "إضفاء الكرامة" على العمل، ولكن للتأكيد على موضوعاته الدينية، مما يجعله متوافقًا مع تقاليد الكتابات اليهودية المسيحية. 
أدى تغيير اسم رئيس دير الجزء الأول من الأب خوان إلى أبوت أركوس تعزيز الفكرة الدورية/التكرارية، حيث أن اسم رئيس الدير الأول أركوس يبدأ بالحرف الأول من الأبجدية اللاتينية و يبدأ اسم رئيس الدير الأخير زرشي بالحرف الأخير.  كما قام ميلر بتوسيع بعض المشاهد، مما زاد من أهميتها: على سبيل المثال، اللقاء الأولي بين الأخ فرانسيس والأب أركوس في فيات هومو نما من صفحتين في القصة القصيرة إلى ثماني صفحات في الرواية. تبين أن أبوت أركوس يمتلك شكوكا وعدم يقين على عكس دوغمائية الأب خوان. 
استخدم ميلر أيضًا عملية التكيف لإضافة طبقة من التعقيد إلى القصة. وقد أدرك ووكر بيرسي هذا البعد للرواية، حيث شبهه بالشفرة والرسالة المشفرة والكتاب بلغة غريبة.  اعتبر ديفيد سيد الرواية مشحونة بمعنى نصف مخفي، وهو تعقيد يبدو أنه قد أضيف عندما كان ميلر يراجع القصص للنشر كرواية. يعد فك رموز مثل هذه الرسائل نشاطًا مهمًا في أعمال ميلر، سواء في نشيد لليبوفيتز أو في قصصه القصيرة.  على سبيل المثال، في النسخة الأصلية من فيات هومو، يقصر ميلر التلاعب بالألفاظ الخاص به برمزية صريحة تتضمن الحرف V وصوت/دعوة الأخ فرانسيس أثناء لقاء فرانسيس مع الحاج المتجول. ومع ذلك، في الرواية، "يحتفظ ميلر بمثل هذه الإشارات الترافقية الرمزية للمحللين الأكثر فكرًا ويبني كوميديا من عدم الفهم حول فرانسيس". 
ساهمت خبرة ميلر في الكتابة لمجلات الخيال العلمي في كتابته لنشيد لليبوفيتز . كانت خلفيته مع الأطوال المتوسطة للقصة القصيرة والرواية القصيرة والرواية القصيرة، حيث جمع بين الشخصية والحركة والأهمية. تحتوي هذه الرواية الكاملة على بنية ثلاثية: كل قسم هو "حجم رواية قصيرة، مع تباين وزخارف وإشارات تعوض عدم وجود وسائل أكثر عادية للاستمرارية". 

### النشر
نُشرت رواية نشيد لليبوفيتز بواسطة شركة جي بي ليبينكوت وشركاه في شكل غلاف مقوى في عام 1960 مع حقوق الطبع والنشر لعام 1959،  وظهرت طبعتان معادتان خلال السنة الأولى.  ظهرت للكتاب أكثر من 40 طبعة جديدة ومعاد طبعها، ولم تتوقف عن الطباعة أبدًا. غالبًا ما تظهر في قوائم "الأفضل"، وتم تكريمها ثلاث مرات من خلال جوائز لوكوس بول لأفضل رواية خيال علمي على الإطلاق.    

## الملخص

### الخلفية
بعد أن دمرت حرب نووية عالمية حضارة القرن العشرين، والمعروفة باسم طوفان اللهب، كان هناك رد فعل عنيف ضد ثقافة المعرفة والتكنولوجيا المتقدمة التي أدت إلى تطوير الأسلحة النووية. خلال رد الفعل العنيف هذا، الذي يسمى التبسيط، كان من المرجح أن يُقتل أي شخص يتعلم وفي النهاية أي شخص يمكنه القراءة، على يد الغوغاء الهائجين، الذين أخذوا بفخر اسم "البسطاء". وأصبحت الأمية شبه عالمية، ودُمرت الكتب بشكل جماعي.
نجا إسحاق إدوارد ليبوفيتز، وهو مهندس كهربائي يهودي يعمل لدى الجيش الأمريكي من الحرب ولجأ إلى ملاذ دير سيسترسي من حشود "التبسيط"، بينما كان يبحث خلسةً عن زوجته التي انفصل عنها في الحرب. في النهاية خلص إلى أن زوجته ماتت فانضم إلى الدير، وأخذ الكهنوت (أصبح كاهنًا)، وكرس حياته للحفاظ على المعرفة عن طريق إخفاء الكُتب وتهريبها إلى بر الأمان (المعروف باسم تدوين الكتب) وحفظها ونسخها. لقد تقدم إلى الكنيسة للحصول على الإذن بتأسيس نظام رهباني جديد مخصص لهذا الغرض. وبعد الحصول على الإذن أسس نظامه الجديد في صحراء الجنوب الغربي الأمريكي، حيث أصبح يُعرف باسم نظام ليبوفيتز الألبرتي. يقع دير النظام في صحراء نائية في نيو مكسيكو ربما بالقرب من القاعدة العسكرية التي عمل فيها ليبوفيتز قبل الحرب، على طريق قديم ربما كان "جزءًا من أقصر طريق من بحيرة سولت ليك الكبرى إلى إل باسو القديمة" . وفي النهاية تعرض ليبوفيتز للخيانة واستشهد. تطويبه لاحقًا من قبل الكنيسة الرومانية الكاثوليكية، وأصبح مرشحًا للقداسة.
بعد ستمائة عام من وفاته، لا يزال الدير يحتفظ بالتذكارات، وهي الكتابات والتحف المجمعة لحضارة القرن العشرين التي نجت من طوفان اللهب والتبسيط، على أمل أن تساعد الأجيال القادمة على استعادة العلوم المنسية.
القصة منظمة في ثلاثة أجزاء: فيات هومو وفيات لوكس ولتكن مشيئتك. تُفصل الأجزاء بفترات ستة قرون لكل منها.

### فايت هومو(ليكن هناك رجل)
في السادس والعشرين في القرن العشرين، كان مبتدئ يبلغ من العمر 17 عامًا يُدعى الأخ فرانسيس جيرارد من ولاية يوتا، في وقفة احتجاجية في صحراء نيو مكسيكو. أثناء البحث عن صخرة لإكمال ملجأ من ذئاب الصحراء، يصادف الأخ فرانسيس متجولًا متشردًا، يبحث وسط ما يبدو عن أنه دير، كان هناك صخرة منقوش عليها باللغة العبرية يبدو أنها مناسبة تمامًا للمأوى. عندما يلتقط الأخ فرانسيس الصخرة يكتشف مدخل ملجأ قديم ضد النووي  يحتوي على آثار، مثل الملاحظات المكتوبة بخط اليد على دفاتر المذكرات المُتداعية التي تحمل نصوصًا مشفرة تشبه قائمة التسوق في القرن العشرين.  وسرعان ما يدرك أن هذه المُلاحظات يبدو أنه كتبها ليبوفيتز، مؤسس نظامه. أثار اكتشاف الوثائق القديمة ضجة في الدير، حيث توقع الرهبان الآخرون أن الآثار كانت مملوكة لليبوفيتز في السابق. رواية الأخ فرانسيس عن المتجول، الذي لم يحضر في النهاية إلى الدير مطلقًا، يقوم الرهبان الآخرين بتزيينها بشكل كبير وسط شائعات بأنه كان ظهورًا لليبوفيتز نفسه؛ ينكر فرانسيس بشدة هذه التكهنات، لكنه يرفض بنفس القدر بإصرار إنكار حدوث اللقاء، على الرغم من عدم وجود شهود آخرين. ويشعر الأب أركوس، رئيس الدير بالقلق من أن اكتشاف الكثير من الآثار المقدسة المحتملة في مثل هذه الفترة القصيرة قد يتسبب في تأخير عملية تقديس ليبوفيتز. يُنفى فرانسيس مرة أخرى إلى الصحراء لإكمال وقفته الاحتجاجية ونزع فتيل الإثارة.
بعد عدة سنوات، زار الدير المونسنيور أغيرا ( محامي الله ) وفلوت ( محامي الشيطان )، محققو الكنيسة في قضية قداسة ليبوفيتز. قُدس ليبوفيتز في النهاية باعتباره القديس ليبوفيتز - استنادًا جزئيًا إلى الأدلة التي اكتشفها فرانسيس في الملجأ -وأرسل الأخ فرانسيس إلى روما الجديدة لتمثيل الرهبنة في قداس التقديس. ويحضر معه الوثائق التي عثر عليها في الملجأ، وإضاءة لإحدى الوثائق التي أمضى سنوات في العمل عليها كهدية للبابا.
في الطريق، تعرض للسرقة من قبل "أطفال البابا" - وهو اسم مثير للسخرية للمتحولين الجينيين المنبوذين الذين هم أحفاد ضحايا سقوط النووي - وأخذوا إضاءته، على الرغم من تفاوضه مع اللصوص للحفاظ على المخطط الأصلي الذي استندت النسخة المضيئة عليه. يعتقد اللصوص أن النسخة المُرصعة بالذهب هي النسخة الأصلية وأن المخطط هو النسخة التي لا قيمة لها. يكمل فرانسيس الرحلة إلى روما الجديدة ويُمنح لقاء مع البابا.  يقدم فرانسيس للبابا المخطط المُتبقي، ويواسي البابا فرانسيس بفكرة أن الخمسة عشر عامًا التي قضاها في إنشاء التذهيب لم تضيع بسبب السرقة، بل كانت ضرورية لحماية الآثار الأصلية. كما يساعد البابا فرانسيس بإعطائه الذهب لاستعادة الإضاءة. ومع ذلك، قُتل فرانسيس أثناء رحلة عودته على يد أطفال البابا، حيث تلقى سهمًا بين عينيه، مباشرة بعد أن لاحظ اقتراب المتجول من مسافة بعيدة. يكتشف المتجول جثة فرانسيس ويدفنها. ثم يركز السرد على الصقور الذين حرموا من وجبتهم بالدفن. يطيرون فوق السهول الكبرى ويجدون الكثير من الطعام بالقرب من النهر الأحمر حتى تقوم دولة مدينة مقرها تيكساركانا.

### فيات لوكس(دع النور يعبر إلى هناك)

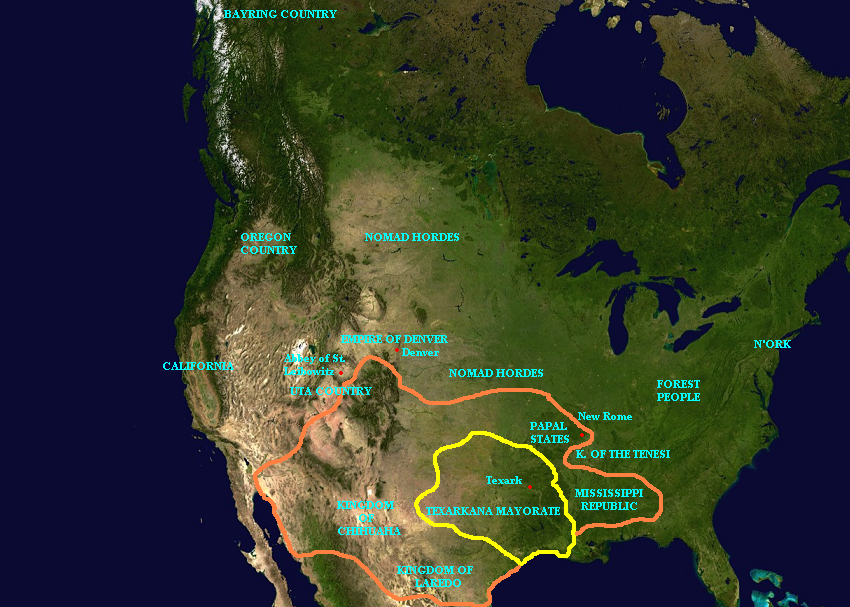
أمريكا الشمالية عام 3174، تظهر منطقة تيكسارك باللون الأصفر. تم تمييز توسعة تيكسارك كما هو موصوف في هذه القصة وفي قصة القديس ليبوفيتز والمرأة البرية باللون البرتقالي.

في عام 3174، لا تزال جماعة القديس ليبوفيتز الألبرتية تحتفظ بالمعرفة غير المفهومة قبل طوفان اللهب وعصر التبسيط اللاحق. ومع ذلك، فإن العصر المظلم الجديد قد انتهى وبدأت نهضة جديدة. أرسل ثون تاديو بفردينتروت، وهو عالم علماني يحظى بتقدير كبير، من قبل ابن عمه هانيجان عمدة تيكساركانا إلى الدير. ثون تاديو الذي غالبًا ما يُقارن بجاليليو مهتم بمجموعة التذكارات المحفوظة لدى النظام.
في الدير أنهى الأخ كورنهور وهو مهندس موهوب العمل على مولد الجواهر الكهربائية، وهو مولد كهربائي يعمل بجهاز المشي ويعمل على تشغيل مصباح قوسي .يعطي الفضل للمولد للعمل الذي قام به ثون تاديو. عند وصوله إلى الدير، أدرك ثون تاديو على الفور أهمية العمل الرائد الذي قام به الأخ كورنهور. من خلال دراسة التذكارات، قام ثون تاديو بالعديد من الاكتشافات الرئيسية، ويطلب من رئيس الدير السماح له بنقل التذكارات إلى تيكساركانا. يرفض رئيس الدير دوم باولو، ويعرض على لثون تاديو مواصلة بحثه في الدير بدلاً من ذلك. قبل المغادرة علق ثون بأن الأمر قد يستغرق عقودًا للانتهاء من تحليل التذكارات.
استقر المتجول، الذي يُدعى الآن بنيامين، كناسك على مرأى من الدير وأقام علاقة مع رئيس الدير. قبل رحيل ثون تاديو يزور بنيامين الدير للقاء ثون، ليرى ما إذا كان هو المسيح الذي طال انتظاره.
في هذه الأثناء، يتحالف هانيغان مع مملكة لاريدو والمدن المجاورة المتحضرة نسبيًا ضد تهديد الهجوم من المحاربين البدو الذين يعيشون في السهول. ومع ذلك، يتلاعب هانيغان سرًا بالسياسة الإقليمية لتحييد جميع أعدائه بشكل فعال، مما يتركه مسيطرًا على المنطقة بأكملها. يرسل المونسنيور أبولو، السفير البابوي لبلاط هانيغان، رسالة إلى روما الجديدة مفادها أن هانيغان ينوي مهاجمة إمبراطورية إمبراطورية دنفر بعد ذلك، وأنه ينوي استخدام الدير كقاعدة للعمليات التي يمكن من خلالها إجراء الحملة. بسبب أفعاله يُعدم أبولو، ويقوم هانيغان بانقسامًا في الكنيسة معلنًا أن الولاء للبابا يُعاقب عليه بالإعدام. الكنيسة تحرم هانيغان كنسياً.

### فيات فولونتاس توا(لتكن مشيئتك)
في عام 3781، دخلت البشرية إلى عصر تكنولوجي جديد، وتمتلك الآن الطاقة النووية والأسلحة مرة أخرى، بالإضافة إلى السفن الفضائية والمستعمرات خارج المجموعة الشمسية. لقد انخرطت قوتان عظميان عالميتان، التحالف الآسيوي والكونفدرالية الأطلسية، في حرب باردة لمدة 50 عامًا. توسعت مهمة رهبانية ليبوفيتزيان في الحفاظ على التذكارات لتشمل الحفاظ على جميع المعارف.
تبدأ الشائعات في أن كلا الجانبين يقومان بتجميع أسلحة نووية في الفضاء، وأنه قد فُجر سلاحًا نووي تزيد من التوترات العامة والدولية. في الدير، يوصي رئيس الدير الحالي دوم جيثراس زرشي روما الجديدة بأن تقوم الكنيسة بإعادة تنشيط Quo peregrinatur grex pastor secum (حيثما تجول القطيع، يكون الراعي معهم)، وهي خطة طوارئ في حالة حدوث نهاية العالم العالمية الأخرى والتي تتضمن مركبات معينة ترتاد الفضاء تمتلكها الكنيسة منذ عام 3756. وقع حادث نووي في مدينة إيتو وان التابعة للتحالف الآسيوي: دمر انفجار نووي تحت الأرض المدينة، ورد الكونفدرالية الأطلسية بإطلاق طلقة تحذيرية فوق جنوب المحيط الهادئ. تدور شائعات حول ما إذا كان الدمار الذي لحق بالمدينة متعمدًا أم عرضيًا.
تطلب روما الجديدة من زرشي المضي قدمًا في كوو بيرغرنيتر، والتخطيط للمغادرة في غضون ثلاثة أيام. قام بتعيين الأخ جوشوا كقائد للمهمة، وأخبره أن المهمة عبارة عن خطة طوارئ لإدامة الكنيسة على كواكب مستعمرة خارج المجموعة الشمسية في حالة نشوب حرب نووية على الأرض. وسترافق البعثة أيضا تذكارات المنظمة. في تلك الليلة شنت الكونفدرالية الأطلسية هجومًا على المنصات الفضائية للتحالف الآسيوي. يرد التحالف الآسيوي باستخدام سلاح نووي ضد عاصمة الكونفدرالية تيكساركانا، مما أسفر عن مقتل ملايين الأشخاص. صدور قرار بوقف إطلاق النار لمدة عشرة أيام من قبل المحكمة الدولية. يظهر المُتجول مرة أخرى في بيت القسيس، في الوجبة الأخيرة قبل مغادرة الأخ جوشوا والرهبان والكهنة المدربين في الفضاء في رحلة سرية مستأجرة إلى روما الجديدة، على أمل مُغادرة الأرض على متن المركبة الفضائية قبل انتهاء وقف إطلاق النار.
أثناء وقف إطلاق النار، يوفر الدير المأوى للاجئين الفارين من المناطق المتضررة من سقوط النووي، مما يؤدي إلى معركة إرادات حول القتل الرحيم للاجئين الذين تعرضوا للإشعاع بشكل ميؤوس منه بين رئيس الدير وطبيب من معسكر الاستجابة للطوارئ الحكومي. تُستأنف الحرب، ويحدث انفجار نووي بالقرب من الدير. يحاول الأب زرشي الفرار إلى بر الأمان، حاملاً معه وعاء خبز القربان الخاص بالدير الذي يحتوي على القرابين المكرسة، لكن بعد فوات الأوان. حيث يسقط عليه الدير ويجد نفسه محاصرًا بركام المتساقط ويجد نفسه مستلقيًا تحت أطنان من الصخور والعظام بينما تتخلص خبايا الدير القديمة من محتوياتها. من بينها جمجمة بها ثقب سهم في جبهتها (من المفترض أنها للأخ فرانسيس جيرارد من القسم الأول من الكتاب).
بينما كان يرقد تحت أنقاض الدير، يُصاب زيرشي بالذهول عندما يقابل السيدة غراليس/ راشيل، بائعة الطماطم المتجولة والمتحولة ذات الرأسين. ومع ذلك، فقدت السيدة غرالز الوعي بسبب الانفجار، ويبدو أنها تموت لوحدها بينما يحاول زيرشي تعميد بشروط، ترفض وبدلاً من ذلك تأخذ السيبوريوم وتدير له القربان المقدس. ويعني ضمنياً أنها، مثل مريم العذراء معفاة من الخطيئة الأصلية. وسرعان ما يموت الزرشي بعد أن شهد معجزة ظاهرة.
بعد وفاة رئيس الدير، يومض المشهد لفترة وجيزة لجوشوا وطاقم كوو بيرغرنيتر الذي يستعد للانطلاق مع بدء الانفجارات النووية. يشوع، آخر عضو في الطاقم يصعد على متن المركبة الفضائية، يزيل التراب عن حذائه (في إشارة إلى متى 10:14 "إذا لم يُرحب بك أحد أو يستمع إلى كلماتك، فاترك ذلك المنزل أو المدينة ونفض الغبار عن قدميك). مُتمتما هكذا يكون عبور العالم
باعتبارها خاتمة، يصور المقال القصير الأخير الجوانب البيئية للحرب: تستسلم الطيور البحرية والأسماك للتداعيات السامة ولا يتهرب القرش من الموت إلا بالانتقال إلى المياه العميقة بشكل خاص حيث يلاحظ أن القرش كان "جائعًا جدًا في ذلك الموسم".

## المواضيع الرئيسية

### التكرار والتاريخ الدوري
لاحظ العلماء والنُقاد موضوع التاريخ الدوري أو التكرار في أعمال ميلر، والذي يُلخصه في نشيد لليبوفيتز. يقول ديفيد سيد، في مناقشة معالجة المحرقة النووية في الخيال العلمي في كتابه الخيال العلمي الأمريكي والحرب الباردة: الأدب والسينما (1992)، "لقد تُرك الأمر لكتاب والتر إم ميلر نشيد لليبوفيتز لإظهار أخذ التكرار مكان في قصة تمتد لقرون".  ديفيد ن. سامويلسون، الذي تعتبر أطروحته للدكتوراه عام 1969 أفضل مناقشة شاملة للكتاب، يطلق على الموضوع الدوري للتقدم التكنولوجي والتراجعه ... حجر الأساس الذي بُنيت عليه نشيد ليبوفيتز .  
يدعم الهيكل الدائري للقصة - والتاريخ الدوري الذي تُقدمه - عددًا من العناصر الموضوعية والهيكلية التي تُوحد أقسامها الثلاثة. على الرغم من أن أحداث الرواية تدور في مستقبل خيالي، إلا أن الأجزاء الثلاثة تمثل بشكل مجازي مراحل حاسمة من التاريخ الغربي. يصور القسم الأولفيات هومو كنيسة تُحافظ على الحضارة، نظير عصر الإيمان بعد سقوط روما. يركز الجزء الثاني فيات لوكس على نهضة التعلم العلماني مرددًا صدى الاختلافات بين الكنيسة والدولة والعلم والإيمان. الجزء الأخير فيات فولونتاس توا هو نظير للحضارة المعاصرة، مع عجائبها التكنولوجية، وهوسها بالقوة المادية والدنيوية وإهمالها المتسارع للإيمان والروح. 
في تحليلها لروايات ميلر، تربط روز سيكريست هذا الموضوع مباشرةً بأحد أعمال ميلر الخيالية القصيرة السابقة، مقتبسة مقطعًا من "الروابط التي تربط" المنشور في طبعة مايو 1954 من مجلة إيف : "تمر جميع المجتمعات بثلاث مراحل .... أولاً، هناك النضال من أجل الاندماج في بيئة معادية، ثم بعد الاندماج يأتي التوسع الهائل في الغزو الثقافي.... ثم ذبول الثقافة الأم والصعود المتمرد للثقافات الشابة. 

### الكنيسة مقابل الدولة
الجزء الثالث فيات فولونتاس توا، يتضمن نقاشًا بين مواقف الكنيسة والدولة المستقبلية بشأن الإجهاض والقتل الرحيم وهي قضية موضوعية تمثل الصراع الأكبر بين الكنيسة والدولة.  ادعى الناقد الأدبي إدوارد دوشارم أن سرد ميلر يعود باستمرار إلى الصراعات بين بحث العالم عن الحقيقة وسلطة الدولة. 

## الأهمية الأدبية والاستقبال
كانت ردود الفعل الأولية على الرواية مُختلفة، لكنها جذبت ردودا من الصحف والمجلات التي عادة ما تكون غير منتبهة للخيال العلمي. تمت مراجعة نشيد ليبوفيتش في منشورات بارزة مثل مجلة تايم ومجلة ذا نيو يوركر ومراجعة كتاب نيويورك تايمز وذا سبيكتاتور.  بينما كانت مجلة ذا نيويورك تايمز سلبية - حيث وصفت ميلر بأنه "كاتب ممل وخجول مذنب بالسخرية الثقيلة"  - كانت مجلة ذا سبيكتاتور مختلطة. قالت مجلة تايم أيضًا إن ميلر أثبت فعاليته بشكل تقشعر له الأبدان في توصيل نوع من المناظر الطبيعية القمرية للكوارث بعد الإنسان، لكنه وصفها بأنها خفيفة الوزن فكريًا. ومع ذلك أشاد مارتن ليفين من مجلة نيويورك تايمز بوك ريفيو بالعمل باعتباره "خيالًا بارعًا".  أعطت صحيفة شيكاغو تريبيون الكتاب عرضًا غير عادي خارج هذا النوع في مراجعة على الصفحة الأولى في مجلة شيكاغو تريبيون للكتب، وصف المراجع إدموند فولر الكتاب بأنه رواية غير عادية.  صنفه فلويد سي جيل من مجلة غالاكسي للخيال العلمي بخمسة نجوم من أصل خمسة، إنه يحتوي على العديد من المقاطع ذات القوة الرائعة ويستحق أكبر عدد ممكن من الجمهور.  بعد عقد من الزمان، أعادت مجلة تايم وصف رأيها في الكتاب ووصفته بأنها رواية غير عادية حتى بالمعايير الأدبية، والتي ازدهرت بالكلام الشفهي لمدة اثنتي عشرة سنة.  بعد انتقاد الخيال العلمي غير الواقعي، أدرج كارل ساجان في عام 1978 نشيدًا لليبوفيتز ضمن القصص "التي تم بناؤها بشكل محكم للغاية، وغنية جدًا بالتفاصيل الملائمة لمجتمع غير مألوف لدرجة أنها تجتاحني قبل أن تتاح لي فرصة النقد". 
كان نشيد ليبويتز مثالًا مبكرًا على هذا النوع الأدبي بحيث أصبحت الرواية من أكثر الكتب مبيعًا بعد دخول كبار الناشرين إلى سوق الخيال العلمي.  في عام 1961 حصلت على جائزة هوغو لأفضل رواية من المؤتمر العالمي للخيال العلمي.  وفي السنوات التي تلت ذلك، كان الثناء على العمل مرتفعًا باستمرار. تُعتبر كلاسيكية من روايات الخيال العلمي... و يمكن القول إنها أفضل رواية كُتبت عن نهاية العالم النووية، متجاوزة الكُتب الأكثر شهرة مثل على الشاطئ.  أنتج الكتاب أيضًا قدرًا كبيرًا من النقد الأدبي، بما في ذلك العديد من المقالات الأدبية والكتب والدورات الجامعية.  اعترافًا بجذورها التسلسلية، كتب الناقد الأدبي ديفيد ن. صامويلسون أن الرواية "قد تكون التحفة الأدبية الوحيدة المُعترف بها عالميًا التي خرجت من مجلة سِف.  يضع زميله الناقد ديفيد كاوارت الرواية في عالم أعمال إيفلين وو وجراهام جرين ووكر بيرسي، في عام 1975 قائلًا إنها تمثل بالنسبة للعديد من القراء أفضل رواية كتبت على الإطلاق في هذا النوع الأدبي.  أعلن بيرسي الحائز على جائزة الكتاب الوطني أن الكتاب "لغز: يبدو الأمر كما لو أن كل شيء جُمع معًا بصدفة موفقة، ثم انهار إلى إنتروبيا سلبية عادية. أنا في حيرة من أمري أكثر من أي وقت مضى وأحمل "النشيد" في تقديرًا أعلى ".  استكشف العلماء والنقاد العديد من الموضوعات التي تشملها الرواية ، مع التركيز بشكل متكرر على مواضيعها الدينية والتكرار والكنيسة مقابل الدولة. 

## الاقتباسات
اقتُبس مسلسل مختصر من الرواية مكون من 15 جزءًا للإذاعة بواسطة جون ريفز  وقد بُث في عام 1981  بواسطة الإذاعة الوطنية العامة. المسلسل من إخراج كارل شميدت وأنتج شميدت ومارف نون. روت كارول كوان.  
في عام 1992، بث راديو بي بي سي 4 عرضًا دراميًا مدته 90 دقيقة للجزأين الأولين من الرواية، فيات هومو وفيات لوكس، مع أندرو برايس في دور الأخ فرانسيس ومايكل ماكنزي في دور دوم باولو. من تعديل وكتابة دونالد كامبل وأخرجه هاميش ويلسون. 
بُث اقتباس إذاعي عام 2012 لفيات هومو، الجزء الأول من نشيد ليبوفيتز قرأه نايجل ليندسي، واختصره مكارتي وأنتجته فيليبا جيرينج لراديو بي بي سي 4 إكسترا، في خمسة أجزاء مدة كل منها 30 دقيقة. 

## أجزاء أخرى
قرب نهاية حياته، كتب ميلر جزءًا آخر من ملحمة دير القديس ليبوفيتز القديسة ليبوفيتز والمرأة البرية. رواية كاملة (455 صفحة) أطول بكثير من سابقتها، تدور أحداثها في عام 3254 بعد الميلاد أي بعد ثمانين عامًا من أحداث فيات لوكس ولكن قبل عدة قرون من فيات فولونتاس توا. عانى ميلر من قفلة الكاتب والخوف من عدم اكتمال العمل الجديد، ورتب مع المؤلف تيري بيسون لإكماله. قال بيسون إن كل ما فعله هو الدخول وربط الأطراف السائبة التي تركها ميلر.  تحكي الرواية قصة الأخ بلاكتوث سانت جورج من دير ليبوفيتزيان الذي على عكس الأخ فرانسيس يُريد أن يتحرر من نذوره المقدسة ويترك الدير. بالإضافة إلى سرد رحلاته كسكرتير شخصي للكاردينال براونبوني، يصف الكتاب الوضع السياسي في القرن الثالث والثلاثين.  حيث تتنافس الكنيسة وإمبراطورية تيكسارك على السلطة. توفي ميلر قبل نشر الرواية. 
أُطلق على القديسة ليبوفيتز والمرأة البرية اسم رواية والتر ميلر الأخرى. يشير المراجع ستيفن إتش سيلفر إلى أن هذا "لا يعني أن القديسة ليبوفيتز والمرأة البرية لا تستحق القراءة. إنها رواية رائعة، هي فقط ليست بنفس مستوى أعمال ميلر السابقة". 

## الملاحظات
1. ↑  Brother Francis believes that "a Fallout" is some variety of ancient monster, which he imagines as being half-سلمندر and half-حضون, and he thinks that the shelter was home to fifteen Fallouts, due to the sign on its entrance.
2. ↑  Other relics include an electrical engineering blueprint with Leibowitz's name on it, and the skull of wife Emily Leibowitz, who was apparently caught in the outer chamber of the shelter when the bombs fell.
3. ↑  The Pope was modeled after يوحنا الثالث والعشرون.

## الروابط الخارجية
- A Canticle for Leibowitz title listing at the Internet Speculative Fiction Database
- A Canticle for Leibowitz at Open Library
- A Canticle for Leibowitz parts one, two, and three on the Internet Archive